# Dolmen de Valltorta
Le dolmen de Valltorta est un dolmen situé à Saint-Michel-de-Llotes, dans le département français des Pyrénées-Orientales.

## Description
Le dolmen a été édifié sur une colline qui domine la vallée du Têt. C'est un dolmen simple, ruiné, dont les dalles ont été altérées par l'érosion naturelle. La chambre est de forme rectangulaire. Elle ouvre au sud-sud-ouest. Elle est délimitée un orthostate côté ouest (1,90 m de long, 0,63 m de haut et 0,25 m d'épaisseur), un côté est (1,80 m de long, 0,95 m de haut et 0,25 m d'épaisseur) et une dalle de chevet au nord (1,97 m de long, 0,80 m de haut et 0,25 m d'épaisseur). Le tumulus est indiscernable probablement détruit par les cultures successives de la parcelle.

## Matériel archéologique
Le dolmen a été fouillé en 1986 par Jean Abélanet. La chambre avait été anciennement pillée. Le matériel archéologique préhistorique retrouvé se limite à un éclat de silex et quelques tessons de céramique attribués au Néolithique final et à l'Âge du bronze ancien.